# Tylko Manhattan
Tylko Manhattan (I'll Take Manhattan) – powieść obyczajowa amerykańskiej pisarki Judith Krantz z 1986 roku; jest jej najbardziej znanym utworem.
Powieść przedstawia historię młodej kobiety, Maxi Amberville, córki bogatego wydawcy, która po jego niespodziewanej śmierci i rychłym ślubie matki z bratem zmarłego, postanawia za wszelką cenę walczyć o uratowanie jego dorobku przed od lat zazdrosnym o niego bratem.

## Ekranizacje
Główny artykuł : Tylko Manhattan (miniserial)
W roku 1987 na podstawie książki powstał miniserial telewizyjny w reżyserii Douglasa Hickoxa i Richarda Michaelsa, gdzie rolę Maxi grała Valerie Bertinelli.